# Flash Art
Flash Art je italský časopis zaměřený na současné umění. Založen byl v roce 1967 v Římě kritikem Giancarlem Politim a počínaje rokem 1971 sídlí v Miláně. Původně vycházel dvojjazyčně v italštině a angličtině, od roku 1978 vychází dvě samostatná vydání, Flash Art Italia a Flash Art International. Od roku 1979 pro časopis pracuje kritička českého původu Helena Kontova. Od roku 2006 vychází česko-slovenská edice Flash Art Czech & Slovak Edition. Mezi přispěvatele časopisu Flash Art patřili mimo jiné Jerry Saltz, Christian Leigh a Octavio Zaya.